# Потпредседница (ТВ серија)
Потпредседница (енгл. Veep) америчка је телевизијска серија коју је створио Армандо Јанучи за HBO. Настала је по узору на британску серију The Thick of It. Протагониста је Селина Мајер (Џулија Луј Драјфус), измишљена потпредседница САД.
Добила је изузетно позитивне рецензије критичара и освојила бројне значајне награде, међу којима су награда Еми за програм у ударном термину, награда Удружења филмских глумаца и Телевизијска награда по избору критичара.

## Синопсис
Бивша сенаторка Селина Мајер, прихватила је позив да буде потпредседница САД. Тај посао није онакав као што је очекивала, већ је као што су је упозоравали. Мајерова и чланови њеног кабинета покушавају да оставе свој печат и дуготрајно наслеђе, без уплитања у свакодневне политичке игре које дефинишу Вашингтон.
Најближи сарадници Мајерове су њена шефица кабинета Ејми, дугогодишњи портпарол за медије Мајк Меклинток, њена десна рука и телохранитељ Гари и секретарица Су. Сви они поремено бију битке са Деном Иганом, амбициозним сплеткарошем, и уображеним службеником Беле куће Џоном.

## Улоге
| Глумац             | Улога            |
| ------------------ | ---------------- |
| Џулија Луј Драјфус | Селина Мајер     |
| Ана Кламски        | Ејми Брукхајмер  |
| Тони Хејл          | Гари Волш        |
| Рид Скот           | Ден Иган         |
| Тимоти Симонс      | Џона Рајан       |
| Мет Волш           | Мајк Маклинток   |
| Суфе Бредшо        | Сју Вилсон       |
| Кевин Дан          | Бен Каферти      |
| Гари Кол           | Кент Дејвисон    |
| Сем Ричардсон      | Ричард Сплет     |
| Сара Садерланд     | Кетрин Мајер     |
| Кли Дувал          | Марџори Палмиоти |

## Епизоде
| Сезона | Сезона | Епизоде | Епизоде | Оригинално емитовање | Оригинално емитовање |
| Сезона | Сезона | Епизоде | Епизоде | Премијера            | Финале               |
| ------ | ------ | ------- | ------- | -------------------- | -------------------- |
|        | 1.     | 8       | 8       | 22. април 2012.      | 10. јун 2012.        |
|        | 2.     | 10      | 10      | 14. април 2013.      | 23. јун 2013.        |
|        | 3.     | 10      | 10      | 6. април 2014.       | 8. јун 2014.         |
|        | 4.     | 10      | 10      | 12. април 2015.      | 14. јун 2015.        |
|        | 5.     | 10      | 10      | 24. април 2016.      | 26. јун 2016.        |
|        | 6.     | 10      | 10      | 16. април 2017.      | 25. јун 2017.        |
|        | 7.     | 7       | 7       | 31. март 2019.       | 12. мај 2019.        |